# Thief in the Night
Thief in the Night è un singolo del rapper statunitense Rod Wave, pubblicato il 28 febbraio 2020 come terzo estratto dal secondo album in studio Pray 4 Love.

## Video musicale
Il video musicale, diretto da Cole Bennett, è stato reso disponibile il 29 febbraio 2020.

## Tracce
Testi e musiche di Kendrell Mattox, Rodarius Green e Trentay Robinson.
1. Thief in the Night – 2:48

## Classifiche
| Classifica (2020) | Posizione massima |
| ----------------- | ----------------- |
| Stati Uniti       | 74                |